# 俞志忠
俞志忠（？—），男，中华人民共和国外交官，曾任中华人民共和国外交部发言人、驻英国大使馆公使。

## 生平
俞志忠曾任外交部新闻司副司长，1984年任外交部发言人。1987年，任常驻联合国日内瓦办事处和瑞士其他国际组织代表团副代表。1989年，卸任副代表。后任驻英国大使馆公使。